# Tiociánsav
A tiociánsav (képlete HSCN) szervetlen sav, a ciánsavval analóg kéntartalmú vegyület. Az izotiociánsavval tautomer egyensúlyban van. Színtelen, szúrós szagú, olajszerű folyadék. Vízzel minden arányban elegyedik. A sói a tiocianátok vagy rodanidok. A tiociánsav és a sói kevésbé mérgezőek mint a cianidok és a cianátok.

## Kémiai tulajdonságai
Ha -85 °C-ra hűtik, polimerizálódik, és egy sárga színű, szilárd anyaggá alakul át. A tömény tiociánsav bomlékony. A vegyület vizes oldata a következő reakcióegyenlet szerint lassan hidrolizál:
{\displaystyle \mathrm {HSCN+H_{2}O\rightarrow COS+NH_{3}} }
A tiociánsav egybázisú sav. A sóit tiocianátoknak vagy rodanidoknak nevezik.
Az izotiociánsavval  (HNCS) tautomer egyensúlyban van, nagyobb mennyiségben inkább az izo- forma van jelen, gázfázisban az anyag 95%-a izotiociánsav.

## Előfordulása
Kis mennyiségben megtalálható a nyálban, a gyomorban, a mustárolajban és a hagyma leveleiben.

## Előállítása
A tiociánsav az alkálifémek tiocianátjaiból állítható elő híg ásványi savakkal.
{\displaystyle \mathrm {2\ KSCN+H_{2}SO_{4}\rightarrow 2\ HSCN+K_{2}SO_{4}} }
A tiocianátok (vagy rodanidok) a cianidokból állíthatók elő kénnel való összeolvasztással.
{\displaystyle \mathrm {KCN+S\rightarrow KSCN} }

## Felhasználása
Az alapvegyületnek, a tiociánsavnak nincs gyakorlati jelentősége. A kálium- és az ammónium-tiocianát a vas(III)-ionokkal vérvörös színű csapadékot ad, ezért ennek az ionnak a kimutatására használják. A higany(II)-tiocianátot egy kémiai kísérletnél alkalmazzák („A fáraó kígyója”). Ha ezt a vegyületet meggyújtják, a hamuja megduzzad, és 40–50 cm hosszú sárga, tekergő „kígyót” formál.